# 阿兰·柯比什利
卢埃林·查尔斯·“阿兰”·柯比士利（英語：Llewellyn Charles "Alan" Curbishley，1957年11月8日—），出生於英格蘭東倫敦森林蓋特，是一名前英格蘭足球運動員及領隊，於2008年9月3日辭任西汉姆联的領隊。

## 背景
古比士利在1957年於東倫敦的森林蓋特出生，是一名倫敦碼頭工人其中一個兒子。古比士利共有五兄弟，在韋斯咸站附近一碼遠的距離的成長。 古比士利入讀南韋斯咸技術學校。 古比士利現時已婚 及居住在埃塞克斯郡阿布里奇。 他的弟弟比爾·古比士利（Bill Curbishley）是英國樂團谁人音樂製作人。

## 職業生涯

### 國內生涯
古比士利在1974年夏季離校後，加入西汉姆联開展他的足球生涯，成為一名足球學徒。 隨後在西汉姆联東南區聯賽表現出色。而西汉姆联在開季前的訓練令球隊傷兵滿營，古比士利開始受到注意。在1974年8月，在迎戰愛華頓的比賽中被列入後備名單，古比士利當時只有16歲，雖然沒有上陣，但也成為西汉姆联中被列入球隊陣容名單的最年青球員。 首場上陣是在1978年3月主場以1-0擊敗車路士，入替受傷的邦士（Billy Bonds）。 接下來夏天，成為韋斯咸青年隊的成員，與艾雲·馬田、佐治·柏歷（Geoff Pike）、保羅·畢斯（Paul Brush）及泰利·靴洛克（Terry Hurlock）成為隊友。韋斯咸隨後在英格蘭足總青年盃決賽被葉士域治總計以5-1擊敗。 在1975年10月的比賽後備首次上陣取代受傷退下火線的布魯金，取得首次入球，以2-1主場取勝紐卡素。 他在一隊的表現出色，隊友柏·荷蘭（Pat Holland）暱稱他為「子彈」（Whizz）。 1976年3月為球隊於欧洲优胜者杯第三圈對ADO海牙比賽上陣，而當時他只有18歲。不過後來的四強比賽對法兰克福的比賽及於決賽對安德烈治均沒有上陣。 曾在1974-75年賽季2次在聯賽及盃賽上陣、1975-76年賽季18次上陣、1976-77年賽季12次上陣及1977-78年賽季36次上陣， 當時與布魯金、阿倫·德逢賽（Alan Devonshire）、柏·荷蘭、喬治·柏歷（Geoff Pike）及邦士爭奪中場的位置。 西汉姆联在1977-78年賽季季末降級後，被領隊約翰·里爾（John Lyall）所棄用，雖然他為球隊在1978-78年賽季28次上陣。 但隨後在1979年4月以225,000英鎊轉會至伯明翰。
在1983年加入與伯明翰同市的對手阿斯顿维拉，古比士利在效力了一季後被售往查爾頓。
在1984年首次加盟查爾頓，在1987年轉會至布莱顿。古比士利在1987-88年賽季幫助球隊贏得丙組聯賽亞軍，球隊升上乙組聯賽。
後來，於1990年重返查爾頓，在職業球員生涯中同時成為球隊教練，接替已辭職的領隊羅倫斯，直至1993年宣佈退役並結束職業球員生涯。

### 國際賽生涯
古比士利曾在學徒時期多次代表英格蘭青年隊上陣。  在1980年，古比士利仍效力伯明翰，贏得生涯中唯一一次代表英格蘭U21上陣，並迎戰對瑞士。 古比士利也曾在1981年入選英格蘭B隊大軍，但因髕骨骨折而錯過往後代表英格蘭上陣的機會，國際賽生涯也因此結束。

## 領隊生涯

### 查爾頓
當查爾頓前領隊羅倫斯在1991年7月離開球隊。古比士利與史蒂夫·格迖（Steve Gritt）聯合執教球隊。在1995年6月開始單獨執教球隊及masterminded the revival of the club's fortunes with two promotions and consolidation into the 英超聯. 古比士利以低價簽下一些實而不華的球員令他得到不少的聲望，例如引入約翰·羅賓遜（John Robinson）、迪恩·基利、马克·金塞拉（Mark Kinsella）、克里斯·鲍威尔、丹尼·米斯、安迪·亨特（Andy Hunt）及戴倫·賓特。同時也提攜一些出色的新人升上一隊，例如李·保耶（Lee Bowyer）、理查德·洛福斯（Richard Rufus）、斯科特·帕克及保罗·孔切斯基。在2005年9月領軍以1-0擊敗前效力球會伯明翰，慶祝他執教的第六百場比賽。
艾歷臣在2006年1月宣佈在2006年世界杯足球赛後離任，古比士利曾被傳媒吹捧為最大可能繼承艾歷臣為為英格蘭國家隊領隊（而其他候選人為福士、馬圖斯、雲格和杜明尼治）。 不少英國報章指出古比士利已在2006年3月獲英格蘭足球總會接見。但是最終英格蘭領隊一職落入麥卡倫手上。
理查兹·默里（Richard Murray），查爾頓主席在2006年4月通知古比士利可在2005-06年賽季完結後離開球隊。 古比士利否認他有任何準備成為英格蘭領隊。當麥卡倫成為英格蘭領隊，所有傳言均變成虛構。古比士利最後一次領軍查爾頓是在2006年5月7日，作客曼聯敗陣4-0。總計上，古比士利共領軍729場比賽，只差一場便能打破占米·施德（Jimmy Seed）所保持的記錄。

### 西汉姆联
在辭退已執教查爾頓的16年領隊職務後，古比士利曾多番客串電視足球評述員及球評家。古比士利在2006年12月重返球壇被任命為西汉姆联領隊。 在古比士利帶領下，初時表現仍是欠佳，在冬季的轉會市場引入多名球員，未見起色，甚至跌至榜末。後來，古比士利帶領西汉姆联在最後獲級九戰中取得七場勝仗，並在最後一戰帶領球隊以1-0擊敗曼聯，成功帶領球隊逃出降級邊緣及成功保著英超聯席位。
不過麥卡倫帶領英格蘭出局2008年歐洲國家盃外圍賽，隨後被解僱。古比士利也曾被傳出是新任領隊人選，但後來他發表聲明表示對英格蘭領隊一職無興趣。2008年9月3日因不滿球隊的轉會政策而呈辭。

## 領軍統計
截至2007年8月29日
| 球隊     | 國籍   | 從             | 至           | 記錄 | 記錄 | 記錄 | 記錄 | 記錄       |
| 球隊     | 國籍   | 從             | 至           | 比賽 | 勝   | 負   | 和   | 贏球百分比 |
| -------- | ------ | -------------- | ------------ | ---- | ---- | ---- | ---- | ---------- |
| 查爾頓   | 英格兰 | 1991年7月24日  | 2006年5月8日 | 720  | 274  | 259  | 187  | 38.05%     |
| 西汉姆联 | 英格兰 | 2006年12月13日 | 2008年9月3日 | 71   | 29   | 28   | 14   | 40.85%     |

## 榮譽

### 領隊
個人
- 英格蘭足球聯賽領隊協會年度最佳領隊：2000年；

## 外部連結
- 足球資料庫：古比士利